# میچل کاندلین
میچل کاندلین (انگلیسی: Mitchel Candlin؛ زادهٔ ۸ ژوئن ۲۰۰۰) بازیکن فوتبال اهل بریتانیا است.
از باشگاه‌هایی که در آن بازی کرده‌است می‌توان به باشگاه فوتبال بلکبرن روورز اشاره کرد.